# Petroto (Ahaia)
Petroto  este un oraș în Grecia în Prefectura Ahaia.